# Vizzola Ticino
Vizzola Ticino – miejscowość i gmina we Włoszech, w regionie Lombardia, w prowincji Varese.
Według danych na rok 2004 gminę zamieszkiwało 428 osób, 61,1 os./km².